# Żychowo
Żychowo – wieś sołecka w Polsce położona w województwie mazowieckim, w powiecie płońskim, w gminie Raciąż.
| SIMC    | Nazwa         | Rodzaj    |
| ------- | ------------- | --------- |
| 1057210 | Żychowo-Górki | część wsi |

Wieś duchowna położona w drugiej połowie XVI wieku w powiecie raciąskim województwa płockiego. W 1785 roku wchodziła w skład klucza raciąskiego biskupstwa płockiego. W latach 1975–1998 miejscowość administracyjnie należała do województwa ciechanowskiego.